# Eva Marie Suriel
Eva Marie Suriel es una deportista antillana que compitió en taekwondo. Ganó tres medallas en el Campeonato Panamericano de Taekwondo entre los años 1982 y 1990.

## Palmarés internacional
| Campeonato Panamericano | Campeonato Panamericano | Campeonato Panamericano | Campeonato Panamericano |
| Año                     | Lugar                   | Medalla                 | Categoría               |
| ----------------------- | ----------------------- | ----------------------- | ----------------------- |
| 1982                    | Ponce (Puerto Rico)     | Medalla de oro          | –62 kg                  |
| 1988                    | Lima (Perú)             | Medalla de plata        | –60 kg                  |
| 1990                    | Bayamón (Puerto Rico)   | Medalla de bronce       | –60 kg                  |